# Ruster Ausbruch
Der Ruster Ausbruch ist ein edelsüßer Weißwein aus rosinenartig eingeschrumpften, edelfaulen Beeren der österreichischen Prädikats-Weinstufe Ausbruch. Er wird vorwiegend aus den Rebsorten Furmint und Gelber Muskateller gekeltert; es werden jedoch auch die Rebsorten Chardonnay, Welschriesling und Weißburgunder (auch Cuvées) herangezogen.
Der Wein ist goldgelb bis bernsteinfarben und entfaltet sich erst nach einigen Jahren der Reife. Er weist eine hohe Haltbarkeit auf.
Der Ruster Ausbruch wird nur in jenen Jahren gewonnen, in denen die Beeren von der Grauschimmelfäule (Botrytis cinerea) befallen werden, was aber durch die speziellen, klimatischen Bedingungen fast immer der Fall ist.
Laut österreichischem Weingesetz muss der Ausbruch eine Zuckerkonzentration von mindestens 30 °KMW (156 °Oechsle) bei der Ernte haben. Ab 35 °KMW (186 °Oechsle) spricht man von einer Essenz.
Der Ruster Ausbruch darf ausschließlich im Weinort Rust am Westufer des Neusiedler Sees produziert werden. Die klimatischen Bedingungen um den Neusiedler See sind einzigartig, da die große Wasseroberfläche des Sees als Wärme- und Feuchtigkeitsregulator wirkt.
Im Jahr 2024 wurde die Bezeichnung Ruster Ausbruch neben dem Wiener Gemischten Satz in das Register der geschützten Ursprungsbezeichnungen aufgenommen.

## Geschichte
Der Ruster Ausbruch hat eine jahrhundertelange Tradition. Der erste Höhepunkt seiner Erzeugung war im 17. Jahrhundert. Dieser Weintyp trug zum Ruhm und Wohlstand von Rust bei. Ausbruchswein aus Rust war exklusiv und kam als Speisebegleiter auf die kaiserliche Hoftafel in Wien. 1681 erkauften sich die Ruster bei Kaiser Leopold I. mit 60.000 Gulden und rund 500 Eimer (ca. 30.000 Liter) Ausbruch der Sorte Furmint das Freistadtrecht.

## Cercle Ruster Ausbruch
Im Jahr 1991 wurde zur Förderung des Images des Ruster Ausbruchs der Cercle Ruster Ausbruch gegründet. Eine der treibenden Kräfte war von Beginn an die Ruster Winzerin Heidi Schröck. Der Ruster Ausbruch hat 10 Mitglieder (Stand 2015), darunter Erzeuger, die zu den Größen der burgenländischen Weinwirtschaft zählen.

## Ruster Ausbruch DAC
Seit dem Jahr 2020 ist der Ruster Ausbruch durch eine Verordnung als sogenannter DAC-Wein gesetzlich geschützt.